# Лотарингия
Лотари́нгия (фр. Lorraine [lɔˈʁɛn], нем. Lothringen) — историческая область и упразднённый регион на северо-востоке Франции.
С 1 января 2016 года является частью региона Гранд-Эст. Официальный административный центр — город Мец, в нём расположен региональный парламент. В административном плане Мецу равен Нанси. Население 2 350 657 человек (11-е место среди регионов Франции). Герб провинции представляет собой щит, в золотом поле которого червлёная перевязь, обременённая тремя серебряными алерионами.

## География
Площадь территории 23 547 км². Через него протекают реки Мёз (Маас) и Мозель. Лотарингия — единственный французский регион, граничащий с тремя иностранными государствами — Бельгией, Люксембургом и Германией.

## Палеонтология
В отложениях среднего юрского периода (байосский ярус) Лотарингии обнаружен частичный скелет плиозаврида, который в 2023 году получил родовое название Lorrainosaurus, образованное от французского наименования региона.

## История
Регион Лотарингия по площади намного уступал средневековому Герцогству Лотарингия, но превосходил более позднюю историческую провинцию. Помимо этой провинции, он включал в себя области бывших провинций Барруа и Труа-Эвеше.
Границы Лотарингии за её многолетнюю историю сильно менялись. В 843 году по Верденскому договору единое Франкское государство было поделено между тремя внуками Карла Великого. Один из них, Лотарь, стал обладателем территории, простиравшейся от Фризии к Риму, куда входила и Лотарингия. В 870 году области был предоставлен статус герцогства, подтверждённый в 962 году Оттоном I, по которому она оставалась в составе Германо-римской империи вплоть до 1676 года.
В течение XII—XIII веков герцогство процветало под руководством императоров из династии Гогенштауфен, но это завершилось в XIV столетии из-за резких зим, плохих урожаев и Чёрной смерти. В течение Ренессанса регион начал восстанавливаться под габсбургской властью, продолжавшейся до Тридцатилетней войны. С 1676 года по 1871 год Лотарингия оставалась частью Франции, став причиной для пересмотра границ. Население провинции было смешанным, но в значительной степени оставалось немецкоговорящим. С 1871 года часть области отошла к Германии, которая рассталась с ней лишь по итогам Первой мировой войны.
За исключением периода Второй мировой войны (с 1940 года по 1944 год) регион оставался французским, и местная администрация настоятельно препятствовала немецкому языку и культуре. Французский язык стал административным и единственным языком в школах. После войн большинство немцев оставило область.

## Административное деление
Регион включает департаменты Мёз, Мёрт и Мозель, Мозель и Вогезы.

## Культура региона
Большая часть населения Лотарингии относит себя к Франции. Отто фон Бисмарк по итогам франко-прусской войны присоединил к Германии 1/3 от сегодняшней Лотарингии. Спорная треть, также известная как Мозель, имела трудно поддающуюся классификации культуру, так как здесь присутствовали как романские, так и германские диалекты. Последние сохранились в северной части области.
Как и большинство других региональных языков Франции (бретонский, западно-фламандский диалект, провансальский и эльзасский), местные диалекты были в значительной степени заменены французским языком, начиная с появления обязательного общего образования в XIX—XX веках. Однако существуют целый ряд проектов для их сохранения (использование двуязычного обозначения в случае с немецким диалектом и создание языковых классов для маленьких детей), а многие пожилые люди продолжают говорить на них.
В честь Лотарингии назван астероид 1114 Lorraine, открытый 17 ноября 1928 года французским астрономом Александром Шомассом в обсерватории Ниццы